# 扎基尔·侯赛因 (音乐家)

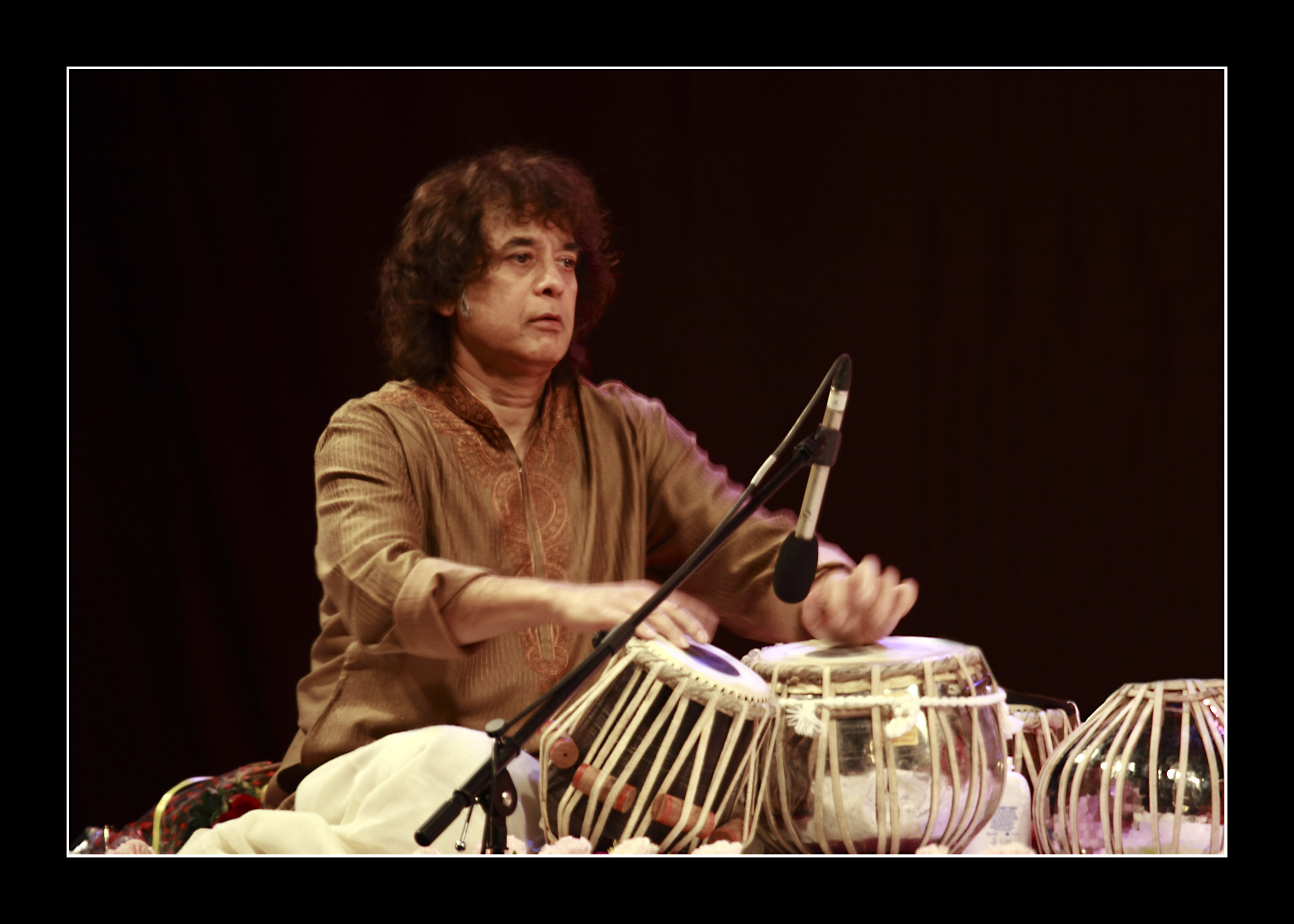
扎基尔·侯赛因

扎基尔·侯赛因·阿拉卡·库雷希( 1951年3月9日 – 2024年12月15日）是印度塔布拉鼓演奏家、作曲家、编曲家、打击乐手、音乐制作人和电影演员。侯赛因曾四次获得葛萊美獎。 2024年12月15日，侯赛因因特发性肺纤维化在加利福尼亚州旧金山去世。 

## 外部連結
- 官方網站
- 扎基尔·侯赛因在互联网电影资料库（IMDb）上的資料（英文）
- 扎基尔·侯赛因的Discogs页面（英文）
- YouTube上的扎基尔·侯赛因頻道